# Вознесенский монастырь (Иркутск)
Вознесе́нский монасты́рь (также Монасты́рь Вознесе́ния Госпо́дня и Инноке́нтия, епи́скопа Ирку́тского) — православный мужской монастырь, который был расположен в Иркутске.

## История
В 1672 году старец Герасим, прибывший в Восточную Сибирь с дружиной русских, основавших город Иркутск (первоначально Иркутский острог), с благословения Сибирского митрополита Корнилия положил основание Вознесенской пустыни, впоследствии преобразованной в Иркутский Вознесенский монастырь.
В 5 верстах от Иркутска, вниз по реке Ангара, на левом её берегу он соорудил деревянную церковь во имя Вознесения Господня с приделом Одигитрии, сделал деревянную ограду и построил келии для братии. 20 января 1676 года старец преставился и был погребен в монастырской ограде в деревянном гробу-колоде.
В 1802 году при копании рва для стены гроб его был обретен нетленным; найден был и надгробный камень. В том же году над могилой строителя монастыря сооружена была двухэтажная часовня, именуемая башней Герасима, а в 1840 году в подполье над гробом сделан каменный склеп. В часовне хранятся портрет старца Герасима, его посох и аналой, вышина которого показывает, что старец был высокого роста.
В 1933 году все церковные здания, за исключением Успенской церкви, были снесены. Сохранились следующие строения: Успенская церковь с трапезной, два каменных братских корпуса, школа с братской кухней (бывший дом настоятеля), каменно-деревянные службы, кухня, ризница, гостиница.